# جو ويفر
جو ويفر (بالإنجليزية: Joe Weaver)‏ هو قائد فرقة ‏ وعازف بيانو ومغني وكاتب أغاني أمريكي، ولد في 27 أغسطس 1934 في ديترويت في الولايات المتحدة، وتوفي في 5 يوليو 2006 في ساوثفيلد في الولايات المتحدة بسبب سكتة.